# جولی بوون
جولیا بوون بوون (به انگلیسی: Julia Bowen Luetkemeyer) بازیگر آمریکایی و متولد ۳ مارس ۱۹۷۰ در مریلند است.
او در سریال خانواده امروزی (۲۰۰۹) و فیلم‌های کثرت، دیوانه از بیرون، سکس و مرگ ۱۰۱ و جو یه کسی بازی کرده‌است.